# Кобильна (притока Інгульця)
Коби́льна — річка в Україні, в межах Криворізького району Дніпропетровської області. Ліва притока Інгульця (басейн Дніпра).

## Опис
Довжина 22 км, площа водозбірного басейну 120 км². Річка рівнинного типу. Споруджено кілька ставків. 
Кобильна в літній період пересихає і не має постійного водотоку через те, що розташована в глибокій балці з великим ухилом. Під час паводку ставки, що у балці, переповнюються і річка виходить з берегів та інколи затоплює садиби села Ганнівки.

## Розташування
Колильна бере початок біля села Степове. Тече переважно на південь, у пониззі — на південний захід. Впадає до Інгульця на південний захід від села Ганнівки.

## Цікаві факти
- Назва відображає особивості місцевого тваринного світу.
- У долині річки створено регіональний ландшафтний парк — «Балка Кобильна».